# Oettingen
Oettingen est une ville de Bavière (Allemagne), située dans l'arrondissement de Danube-Ries, dans le district de Souabe.
Présence d'une brasserie de bière fondée en 1731, Oettinger Brauerei GMBH.
La ville d'Oettingen est jumelée avec la ville de Rochechouart (Haute-Vienne) depuis 2005.

## Personnalités liées à la ville
- Joachim-Ernest d'Oettingen-Oettingen (1642-1683), noble né à Oettingen.
- Albert-Ernest Ier d'Oettingen-Oettingen (1642-1683), prince né à Oettingen.
- Albert-Ernest II d'Oettingen-Oettingen (1669-1731), prince né à Oettingen.
- August Wörle (1860-1920), homme politique né à Oettingen.
- Theodor Schieder (1908-1984), historien né à Oettingen.
- Rainer Stadelmann (1933-2019), égyptologue né à Oettingen.